# سيمون ليشتنبرغ
سيمون ليشتنبرغ (بالألمانية: Simon Lichtenberg)‏ هو لاعب سنوكر ألماني، ولد في 1997 في برلين في ألمانيا.

## روابط خارجية
- سيمون ليشتنبرغ على موقع CueTracker.net (الإنجليزية)